# Gondorf
Gondorf là một đô thị ở huyện Bitburg-Prüm, trong bang Rheinland-Pfalz, phía tây nước Đức. Đô thị Gondorf có diện tích 3,75 km², dân số thời điểm ngày 30 tháng 6 năm 2006 là 298 người.